# Bordes (Vilanoveta)
Birdes és una partida rural del terme municipal de Conca de Dalt, a l'antic terme d'Hortoneda de la Conca, al Pallars Jussà, en territori de l'antic poble del Mas de Vilanova, o Vilanoveta.
Està situada al nord del Mas de Vilanova i al sud-est de Pessonada, a migdia de lo Civadal, al nord dels Campassos, a ponent dels Horts de Llau Falsa, al nord-est de Campana Partida i al sud-est d'Obés. Inclou la petita partida de la Borda del Jep.
Consta de 14,3211 hectàrees de conreus de secà, pastures, ametllers, zones de bosquina i de matolls.